# Bumbles and the Bass
Bumbles and the Bass è un cortometraggio muto del 1913 diretto da W.P. Kellino. Il regista, specializzato in comiche, realizzò negli anni dieci una serie di corti che avevano come protagonista il personaggio di Bumbles, interpretato da Phillipi.

## Trama
Bumbles ruba il contrabbasso di una banda. Inseguito, finisce nel fiume.

## Produzione
Il film fu prodotto dalla EcKo.

## Distribuzione
Distribuito dall'Universal Pictures, il film - un cortometraggio di 171 metri - uscì nelle sale cinematografiche britanniche nel novembre 1913.